# Kara Ahmed Bajá
Kara Ahmed Pasha (ejecutado el 29 de septiembre de 1555) fue un estadista otomano de origen albanés. Fue gran visir del Imperio otomano entre 1553 y 1555.
Dirigió a las tropas otomanas que capturaron la fortaleza húngara de Temesvár (Timișoara), defendida por las tropas de István Losonczy, el 26 de julio de 1552. Aquel año, su ejército tomó tres castillos más (Veszprém, Szolnok y Lipova) antes de fallar en el Asedio de Eger en 1552.
Después de que el sultán Suleiman ejecutó a su primogénito Şehzade Mustafa en octubre de 1553, se creó cierto malestar e insatisfacción entre los soldados quienes culpaban a Rüstem Pasha de la muerte de Mustafa. Entonces Suleiman depuso a Rüstem Pasha y nombró a Kara Ahmed Pasha como su nuevo gran visir en octubre de 1553. Pero casi dos años más tarde, Kara Ahmed fue estrangulado por orden de Suleiman en septiembre de 1555. Se ha dicho que la razón de su ejecución se debió a maniobras políticas de la esposa legal de Suleiman, Hürrem Sultan, quién quería a su yerno Rüstem de nuevo en el puesto de gran visir. Después de la muerte de Kara Ahmed, Rüstem Pasha se convirtió en gran visir una vez más (1555-1561).

## Representaciones en literatura y cultura popular
En la serie de televisión Muhteşem Yüzyıl, Kara Ahmed Pasha es interpretado por el actor turco Yetkin Dikinciler.